# Aceratophallus scutigeroides
Aceratophallus scutigeroides är en mångfotingart som beskrevs av Shear 1974. Aceratophallus scutigeroides ingår i släktet Aceratophallus och familjen Rhachodesmidae. Inga underarter finns listade i Catalogue of Life.